# Heinrich Grießbach
Heinrich Grießbach (* 27. März 1891 in Hof an der Saale; † 7. Januar 1973 in München) war ein deutscher evangelischer Theologe, Pfarrer und Dekan.
Nach bestandenem Abitur in Erlangen studierte Grießbach Theologie in Erlangen und Leipzig. Seit 1909 gehörte er der Burschenschaft der Bubenreuther Erlangen an. Er nahm als Kriegsfreiwilliger am Ersten Weltkrieg teil und legte die beiden theologischen Examen ab. Er wurde Vikar der Evangelisch-Lutherischen Kirche in Bayern und übernahm 1921 die Pfarrstelle in Michelrieth. Von 1929 bis 1934 war er Jugendpfarrer beim Jungmännerbund in Nürnberg. Außerdem war er Lehrer für Religion, nach 1933 wurde ihm die Lehrbefugnis jedoch entzogen.
1934 wurde Grießbach Pfarrer von St. Johannis in Ansbach. Nach Diana Fitz sympathisierte er hier zunächst mit den Deutschen Christen, bevor er sich wieder der Bekennenden Kirche anschloss. Er gehörte zu den Verfassern und Erstunterzeichnern des sog. Ansbacher Ratschlags von 1934. Im Jahr 1937 wechselte Grießbach zu St. Matthäus nach München.
Im Zweiten Weltkrieg war Grießbach Kriegspfarrer, zuletzt mit zweitem Standort in Paris. Nach dem Krieg kehrte er zur Münchner Matthäuskirche zurück und leitete die Pfarrstelle in München-Pasing. Von 1948 bis zu seiner Pensionierung 1959 war er Dekan im damals neu errichteten Kirchenbezirk Passau. Er war ferner Kirchenrat und gehörte der Landessynode der Evangelisch-Lutherischen Kirche in Bayern an. Von 1960 bis 1965 vertrat er die Religionsgemeinschaften im Bayerischen Senat.